# Karaciszki (przystanek kolejowy)
Karaciszki (lit. Kariotiškės, ros. Кариотишкес) – przystanek kolejowy w miejscowości Karaciszki, w rejonie trockim, w okręgu wileńskim, na Litwie. Położony jest na linii Wilno – Kowno.
Przystanek istniał w czasach II Rzeczypospolitej.